# Syngnathus tenuirostris
Syngnathus tenuirostris är en fiskart som beskrevs av Martin Heinrich Rathke 1837. Syngnathus tenuirostris ingår i släktet Syngnathus och familjen kantnålsfiskar. IUCN kategoriserar arten globalt som otillräckligt studerad. Inga underarter finns listade i Catalogue of Life.